# Jan Zoetelief Tromp
Johannes Zoetelief (Jan) Tromp, né le 13 décembre 1872 à Batavia, et mort le 28 septembre 1947 à Breteuil, est un peintre hollandais. Son style montre des affinités avec l'École de Larense et l'École de La Haye.

## Biographie
Jan naît à Batavia le 13 décembre 1872. Il est le fils de Jan Walle Tromp, fonctionnaire et d'Henriëtte Gertrude Zoetelief. Très jeune, on lui diagnostique une surdité et, à l'âge de trois ans, il part pour les Pays-Bas avec sa grand-mère Zoetelief. Il passe ses années d'école primaire dans un centre pour sourds et malentendants à Rotterdam, où il apprend à parler et à lire sur les lèvres. Ce n'est qu'en 1884 que lui et sa grand-mère retournent aux Indes orientales néerlandaises. Là, il ajoute le nom de famille 'Sweetener' à son propre nom par reconnaissance pour ce que sa grand-mère a fait pour lui. En 1886, toute la famille retourne aux Pays-Bas.
Une fois aux Pays-Bas, il étudie à l'Académie des arts visuels de La Haye, puis à l'Académie des arts visuels d'Amsterdam. Après avoir obtenu son diplôme, il cherche des liens avec les peintres de l'école de La Haye et épouse Maria Blommers, fille de Bernard Blommers. Les scènes qu'il peint sont gaies, insouciantes et souvent ensoleillées. Les enfants sont un sujet de prédilection, comme c'est le cas chez Blommers. Zoetelief Tromp est un peintre populaire parmi les cuivres.
Lorsque le commerce de la peinture s'arrête à cause de la crise, il part en 1928 pour Breteuil, un village de Haute Normandie où son fils a démarré une ferme d'élevage de poulets,.